# 萨蒂拉尔格
萨蒂拉尔格（法語：Saturargues，法語發音：[satyʁaʁɡ]）是法国埃罗省的一个市镇，位于该省东部，属于蒙彼利埃区。

## 地理
萨蒂拉尔格（43°43'21"N, 4°6'49"E）面积5.99 平方千米，位于法国奧克西塔尼大區埃罗省，该省份为法国南部沿海省份，南濒地中海，西南接奥德省，西北接塔恩省和阿韦龙省，东北与加尔省接壤。
与萨蒂拉尔格接壤的市镇（或旧市镇、城区）包括：吕内勒、吕内勒维耶勒、圣塞列斯、维勒泰勒、昂特尔维涅。
萨蒂拉尔格的时区为UTC+01:00、UTC+02:00（夏令时）。

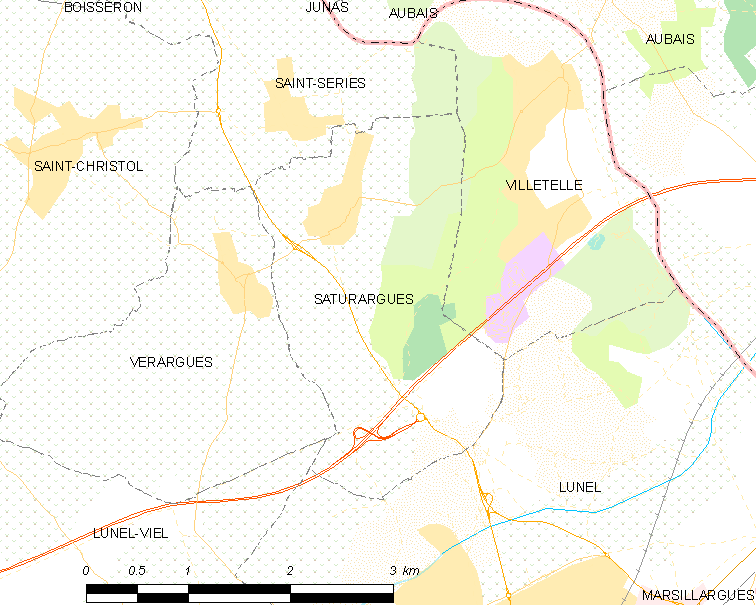
萨蒂拉尔格的OSM定位图

## 行政
萨蒂拉尔格的邮政编码为34400，INSEE市镇编码为34294。

## 政治
萨蒂拉尔格所属的省级选区为吕内勒县。

## 交通
法国国家A9号高速公路经过萨蒂拉尔格境内南部，并设有27号出入口。埃罗省省道D34线、D110线和D118线在境内交汇。

## 人口

1962-2008年间萨蒂拉尔格人口变化图示

萨蒂拉尔格于2022年1月1日时的人口数量为1021人。